# Louis Antoine Henri de Bourbon Condé

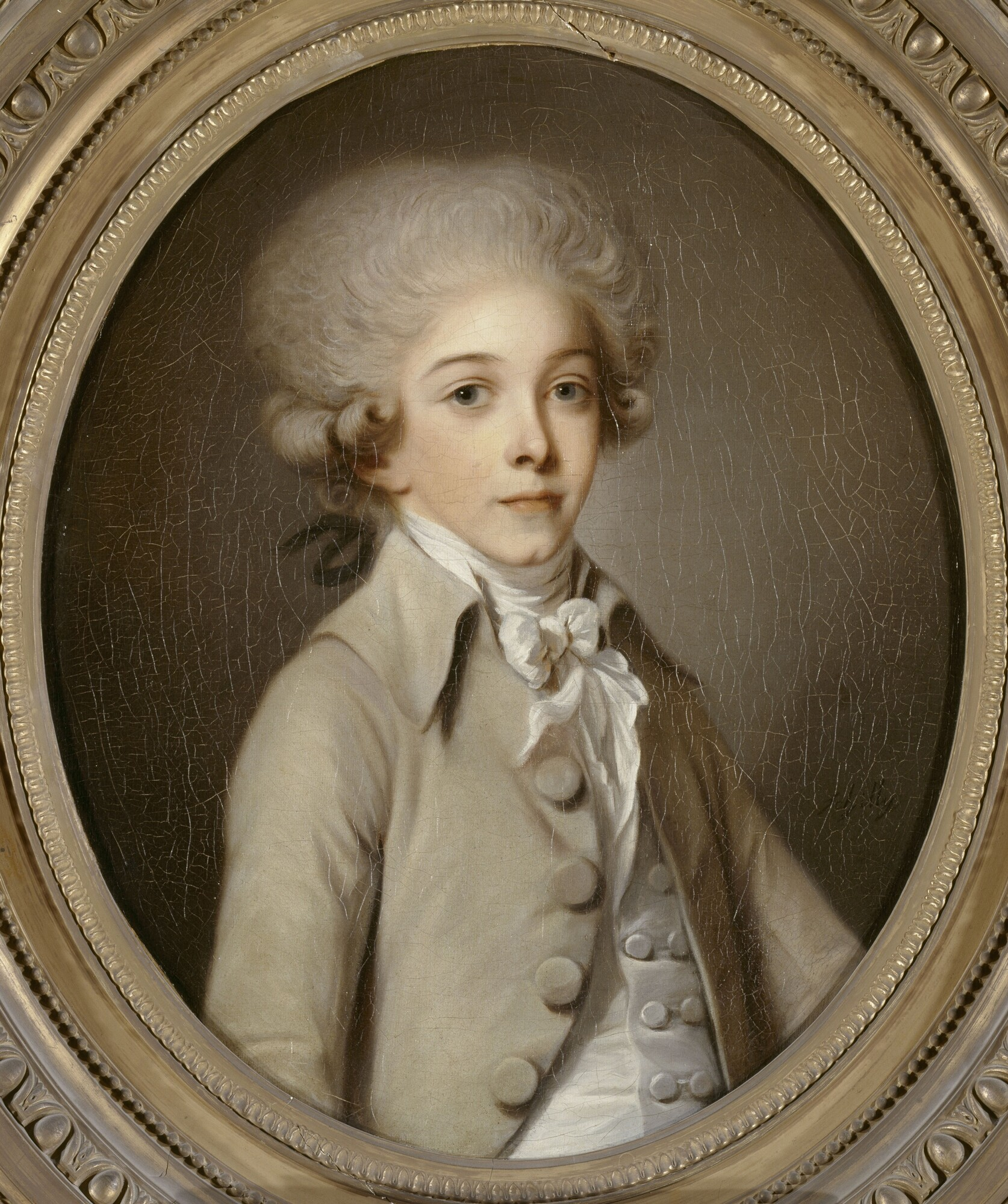
Ludvík Antonín Jindřich, vévoda d'Enghien

Louis Antoine Henri de Bourbon Condé, vévoda d'Enghien (2. srpna 1772, zámek Chantilly – 21. března 1804 zámek Vincennes) byl poslední mužský potomek rodu de Condé. V roce 1804 byl z emigrace násilím odvlečen do Francie a ve věku 31 let popraven, čímž rod de Condé v mužské linii vymřel.

## Mládí v emigraci
Byl synem Ludvíka Jindřicha II., prince de Condé. Celá rodina de Condé emigrovala hned na počátku Velké francouzské revoluce a mladý vévoda d'Enghien tak získal možnost zúčastnit se bojů proti revoluční Francii v řadách emigrantského sboru. Od roku 1792 tak bojoval v armádě, kterou vedl jeho děd, Ludvík V. Josef de Bourbon-Condé. U tohoto armádního sboru zůstal Ludvík Antonín až do roku 1801, kdy byly tyto jednotky zrušeny. Poté, co vojsko opustil, usadil se v Bádensku, ve městě Ettenheim, nedaleko hranice s Francií. Zde žil až do roku 1804 se svou milenkou (s níž údajně uzavřel i tajný sňatek) princeznou Charlottou de Rohan-Rochefort.

## Osudný omyl
Na počátku roku 1804 bylo ve Francii zatčeno několik osob, podezřelých z pokusu o atentát na konzula Napoleona Bonaparta. Tehdy také vyšlo najevo, že se údajně do Francie chystá tajně přicestovat někdo z rodu Bourbonů, aby zde vedl protistátní spiknutí a poté se ujal moci. Francouzská tajná policie začala horečně pátrat po všech údajných spiklencích a na seznam potenciálních podezřelých se záhy dostal i vévoda d'Enghien. Do Bádenska se vydali tajní agenti, kteří dostali za úkol zjistit vše o vévodově pobytu a jeho stycích s ostatními emigranty. 10. března 1804 dostal Napoleon Bonaparte do rukou okomentované hlášení o situaci, z něhož vyvodil, že vévoda d'Enghien je skutečně zapleten do onoho tajného spiknutí.

## Únos
Konzul Bonaparte došel na podkladě informací, které mu byly předloženy, k závěru, že je nutno vévodu d'Enghien okamžitě dopravit do Francie a vyslechnout. Vévoda už v té době tušil, že mu i v emigraci hrozí jisté nebezpečí a rozhodl se z Ettenheimu v nejbližších dnech uprchnout. Ale jeho rozhodnutí přišlo pozdě. V noci ze 14. na 15. března se francouzské jednotky, pod velením markýze Caulaincourta, pozdějšího Napoleonova velvyslance v Rusku a ministra zahraničí, tajně přeplavily přes Rýn do Bádenska a kolem páté hodiny ranní byl vévodův dům v Ettenheimu obklíčen. Vévodu následně zatkli a odvezli do Štrasburku. V té době už vévoda věděl, že je obviněn z údajného atentátu na Napoleona Bonaparta. Prohlásil, že je nevinen a opakovaně žádal o možnost osobního setkání s Napoleonem Bonapartem, jelikož věřil tomu, že by se během jejich soukromého rozhovoru rychle prokázala jeho nevina. 20. března byl vévoda přepraven do Paříže a uvězněn na zámku (tehdy se jednalo spíš o hrad) ve Vincennes.

## Soudní proces
Na osobní příkaz Napoleona Bonaparta byl vévoda d'Enghien postaven 20. března před vojenský soud a obviněn z toho, že pozvedl zbraň proti Francouzské republice a ohrožoval její vnitřní i vnější bezpečnost. Soudní proces byl veden velmi ukvapeně, nedůsledně, nepříliš pečlivě a s konečným rozhodnutím se spěchalo. Proces probíhal v noci z 20. na 21. března, výslech obžalovaného trval jen hodinu a za další dvě hodiny byl nad vévodou vynesen trest smrti.

## Poprava
Ve tři hodiny ráno, 21. března 1804, byl vévoda vyveden z budovy paláce ve Vincennes a v doprovodu popravčí čety došel příkopem ke zdi u Královnina pavilonu, kde byla již vyhloubena jáma, původně určená na odpadky. Zde vévoda požádal o nůžky, ustřihl si pramen vlasů a požádal o to, zda by mohl být tento pramen vlasů doručen jeho milované Charlottě. Poté popravčí četa o osm kroků ustoupila, generál Savary vyzval velitele čety k vykonání rozsudku a velitel čety, adjutant Pelé, vydal rozkaz k palbě. Vévoda zasažen padl k zemi, ale popravě nebyl přítomen lékař, který by konstatoval smrt. Tělo tak ohledali jen vojáci, vyprázdnili mrtvému kapsy a pak tělo popraveného nepříliš šetrně pohodili do jámy. Až v březnu 1816 byly vévodovy ostatky exhumovány a pohřbeny v hlavní lodi kostela zámku ve Vicennes, za Napoleona III. byly přemístěny i s původním náhrobkem do boční kaple. Místo popravy dodnes označuje kamenný sloup.

## Spravedlivý soud?
Z exilu v Bádensku byl původně unesen proto, že existovalo podezření z jeho účasti na údajně připravovaném atentátu na konzula Napoleona Bonaparta. Už několik hodin po vévodově únosu však bylo jasné, že se toto podezření zakládalo na zcela mylných informacích tajných agentů, a že vévoda neměl sebemenší tušení o nějakém chystaném spiknutí proti Francii. Přesto byl z těchto zločinů obviněn a následně také odsouzen a popraven. Jediné, čím se snad proti revoluční Francii skutečně provinil, byl jeho boj v emigrantské armádě a samozřejmě také přirozený odpor proti revolučnímu zřízení ve Francii, který měl ale vzhledem k vévodově původu své opodstatnění. Tyto důvody byly nakonec také uvedeny v tisku, čímž se před veřejností obhájil jak únos, tak i následná poprava. O prvotní příčině, údajném spiknutí, už nepadlo ani slovo. Celá aféra nijak nepoškodila jméno konzula Napoleona Bonaparta ve Francii a jeho popularita u obyvatelstva nadále rostla. V témže roce, kdy byl popraven vévoda d’Enghien, se Napoleon Bonaparte stal císařem.

## Vývod z předků
|                                      |                                         |  |                     |                                             |  |  |  |  |  |  |  | Ludvík III. Bourbon-Condé |
|                                      |                                         |  |                     |                                             |  |  |  |  |  |  |  |                           |
|                                      | Louis Henri de Bourbon-Condé            |  |                     |                                             |  |  |  |  |  |  |  |                           |
|                                      |                                         |  |                     |                                             |  |  |  |  |  |  |  |                           |
|                                      |                                         |  |                     | Luisa Františka Bourbonská                  |  |  |  |  |  |  |  |                           |
|                                      |                                         |  |                     |                                             |  |  |  |  |  |  |  |                           |
|                                      | Ludvík Josef Bourbon-Condé              |  |                     |                                             |  |  |  |  |  |  |  |                           |
|                                      |                                         |  |                     |                                             |  |  |  |  |  |  |  |                           |
|                                      |                                         |  |                     | Ernest II. Leopold Hesensko-Rotenburský     |  |  |  |  |  |  |  |                           |
|                                      |                                         |  |                     |                                             |  |  |  |  |  |  |  |                           |
|                                      | Karolina Hesensko-Rotenburská           |  |                     |                                             |  |  |  |  |  |  |  |                           |
|                                      |                                         |  |                     |                                             |  |  |  |  |  |  |  |                           |
|                                      |                                         |  |                     | Eleonore Maria Anna von Löwenstein-Wertheim |  |  |  |  |  |  |  |                           |
|                                      |                                         |  |                     |                                             |  |  |  |  |  |  |  |                           |
|                                      | Ludvík Jindřich Bourbon-Condé           |  |                     |                                             |  |  |  |  |  |  |  |                           |
|                                      |                                         |  |                     |                                             |  |  |  |  |  |  |  |                           |
|                                      |                                         |  |                     | Jules de Rohan                              |  |  |  |  |  |  |  |                           |
|                                      |                                         |  |                     |                                             |  |  |  |  |  |  |  |                           |
|                                      | Karel de Rohan, kníže ze Soubise        |  |                     |                                             |  |  |  |  |  |  |  |                           |
|                                      |                                         |  |                     |                                             |  |  |  |  |  |  |  |                           |
|                                      |                                         |  |                     | Anne Julie de Melun                         |  |  |  |  |  |  |  |                           |
|                                      |                                         |  |                     |                                             |  |  |  |  |  |  |  |                           |
|                                      | Šarlota de Rohan                        |  |                     |                                             |  |  |  |  |  |  |  |                           |
|                                      |                                         |  |                     |                                             |  |  |  |  |  |  |  |                           |
|                                      |                                         |  |                     | Emmanuel Théodose de La Tour d'Auvergne     |  |  |  |  |  |  |  |                           |
|                                      |                                         |  |                     |                                             |  |  |  |  |  |  |  |                           |
|                                      | Anne Marie Louise de La Tour d'Auvergne |  |                     |                                             |  |  |  |  |  |  |  |                           |
|                                      |                                         |  |                     |                                             |  |  |  |  |  |  |  |                           |
|                                      |                                         |  |                     | Anne Marie Christiane de Simiane            |  |  |  |  |  |  |  |                           |
|                                      |                                         |  |                     |                                             |  |  |  |  |  |  |  |                           |
| Louis Antoine Henri de Bourbon Condé |                                         |  |                     |                                             |  |  |  |  |  |  |  |                           |
|                                      |                                         |  |                     |                                             |  |  |  |  |  |  |  |                           |
|                                      |                                         |  | Filip II. Orleánský |                                             |  |  |  |  |  |  |  |                           |
|                                      |                                         |  |                     |                                             |  |  |  |  |  |  |  |                           |
|                                      | Ludvík I. Orléanský                     |  |                     |                                             |  |  |  |  |  |  |  |                           |
|                                      |                                         |  |                     |                                             |  |  |  |  |  |  |  |                           |
|                                      |                                         |  |                     | Františka Marie Bourbonská                  |  |  |  |  |  |  |  |                           |
|                                      |                                         |  |                     |                                             |  |  |  |  |  |  |  |                           |
|                                      | Ludvík Filip I. Orléanský               |  |                     |                                             |  |  |  |  |  |  |  |                           |
|                                      |                                         |  |                     |                                             |  |  |  |  |  |  |  |                           |
|                                      |                                         |  |                     | Ludvík Vilém I. Bádenský                    |  |  |  |  |  |  |  |                           |
|                                      |                                         |  |                     |                                             |  |  |  |  |  |  |  |                           |
|                                      | Augusta Bádenská                        |  |                     |                                             |  |  |  |  |  |  |  |                           |
|                                      |                                         |  |                     |                                             |  |  |  |  |  |  |  |                           |
|                                      |                                         |  |                     | Sibyla Sasko-Lauenburká                     |  |  |  |  |  |  |  |                           |
|                                      |                                         |  |                     |                                             |  |  |  |  |  |  |  |                           |
|                                      | Batilda Orleánská                       |  |                     |                                             |  |  |  |  |  |  |  |                           |
|                                      |                                         |  |                     |                                             |  |  |  |  |  |  |  |                           |
|                                      |                                         |  |                     | František Ludvík Bourbon-Conti              |  |  |  |  |  |  |  |                           |
|                                      |                                         |  |                     |                                             |  |  |  |  |  |  |  |                           |
|                                      | Ludvík Armand Bourbonský                |  |                     |                                             |  |  |  |  |  |  |  |                           |
|                                      |                                         |  |                     |                                             |  |  |  |  |  |  |  |                           |
|                                      |                                         |  |                     | Marie Tereza Bourbonská                     |  |  |  |  |  |  |  |                           |
|                                      |                                         |  |                     |                                             |  |  |  |  |  |  |  |                           |
|                                      | Luisa Henrietta Bourbonská              |  |                     |                                             |  |  |  |  |  |  |  |                           |
|                                      |                                         |  |                     |                                             |  |  |  |  |  |  |  |                           |
|                                      |                                         |  |                     | Ludvík III. Bourbon-Condé                   |  |  |  |  |  |  |  |                           |
|                                      |                                         |  |                     |                                             |  |  |  |  |  |  |  |                           |
|                                      | Luisa Alžběta Bourbonská                |  |                     |                                             |  |  |  |  |  |  |  |                           |
|                                      |                                         |  |                     |                                             |  |  |  |  |  |  |  |                           |
|                                      |                                         |  |                     | Luisa Františka Bourbonská                  |  |  |  |  |  |  |  |                           |
|                                      |                                         |  |                     |                                             |  |  |  |  |  |  |  |                           |